# Raoul Honnet
Pour les articles homonymes, voir Honnet.
 (septembre 2018).
Si vous disposez d'ouvrages ou d'articles de référence ou si vous connaissez des sites web de qualité traitant du thème abordé ici, merci de compléter l'article en donnant les références utiles à sa vérifiabilité et en les liant à la section « Notes et références ».
Raoul Honnet, né le 11 décembre 1924 à Villeneuve-au-Chemin (Aube) et mort le 18 mars 1998 à La Rochelle (Charente-Maritime), est un homme politique français.

## Détail des fonctions et des mandats
Mandat parlementaire
- 9 juillet 1974 - 2 avril 1978 : Député de la 3e circonscription de l'Aube